# 버밍엄호지힐 (영국 의회 선거구)
버밍엄호지힐 (Birmingham Hodge Hill)은 잉글랜드 중부 버밍엄시에 위치한 영국 의회의 옛 선거구이다. 지역구 신설부터 폐지까지 노동당 의원만 당선된 텃밭 지역구였다.
2023년 웨스트민스터 선거구 정기심의 결과 선거구 폐지대상으로 지정되어, 2024년 영국 총선부 버밍엄호지힐 솔리헐노스라는 신설 지역구로 통합되었다.

## 역사
1983년 총선부터 신설되었으며, 버밍엄스테치퍼드 지역구의 대부분 지역을 계승한다. 옛 지역구 시절까지 합하면 1950년 총선부터 노동당 후보만 당선되고 있는 노동당 텃밭 지역구이다.
2004년 테리 데이비스 지역구 의원이 유럽 평의회 사무총장이 되면서 의원직을 사퇴하였고 재보궐선거가 치러지게 되었다. 당시 자유민주당의 니컬라 S. 데이비스 후보가 강세를 보였으며, 지난해 브렌트이스트 재보궐선거에 이은 자민당의 재보궐 연승을 기대하였다. 또 이라크 전쟁에 반대하는 리스펙트 통일연합 후보로 노동당의 표심이 분산될 것이라는 예상도 작용하였다. 결과적으로는 노동당 후보가 460표의 초접전 표차로 수성에 성공하였다.
2015년 총선에서는 노동당이 승리한 232개 지역구 가운데 2위와의 득표격차 순으로 9위에 오르는 기록을 세웠다.

## 지역 정보
버밍엄 동부에 위치한 지역구이며, 민족분포가 다양하다. 워시우드히스는 버밍엄 도심 지역으로서 아시아계 주민이 많이 살고 있으며, 동쪽 끝 샤드엔드 일대와 호지힐은 거의 백인들만 거주하고 있다. 저소득층의 비율이 높은 편이며 거주유형은 공영주택, 개인임대주택, 개인소유주택이 3분할로 나뉘어 있다. 도심 지역은 웨스트미들랜즈 지방 내에서도 가장 높은 다중박탈지수 (MDI, 사회적 빈곤지수)를 기록하는 지역으로 분석된다.
2004년 버밍엄시 호지힐 지역위원회 관할구가 창설될 당시 버밍엄호지힐 지역구의 경계를 그대로 사용하였다.

## 관할구역
- 1983년~2010년: 버밍엄시 호지힐, 샤드엔드, 워시우드히스
- 2010년~2024년: 버밍엄시 보드슬리그린, 호지힐, 샤드엔드, 워시우드히스

버밍엄시의 호지힐 구역은 2004년 신설되었으며 그 경계도 선거구를 따라 정해졌다.
2024년 영국 총선부터는 잉글랜드 구획위원회의 2023년 웨스트민스터 선거구 정기심의 결과 폐지대상으로 지정되었으며, 일부 관할구역을 버밍엄레이디우드와 버밍엄야들리로 넘기고 나머지는 신설 지역구인 버밍엄호지힐 솔리헐노스로 통합되었다.

## 역대 국회의원
현재 국회의원은 노동당의 리암 바이언 의원으로 2004년 재보궐선거에서 처음 당선되었다. 1983년 지역구 신설 당시부터는 테리 데이비스가 지역구 의원으로 있었으며, 1979년부터 옛 버밍엄스테치퍼드 지역구 의원으로 있었다.
| 선거 | 선거   | 의원          | 정당        | 비고                        |
| ---- | ------ | ------------- | ----------- | --------------------------- |
|      | 1983년 | 테리 데이비스 | 노동당      | 2004년 의원직 사퇴          |
|      | 2004년 | 리암 바이언   | 노동당      | 대장부 수석장관 (2009-2010) |
|      | 2024년 | 선거구 폐지   | 선거구 폐지 | 선거구 폐지                 |

## 선거

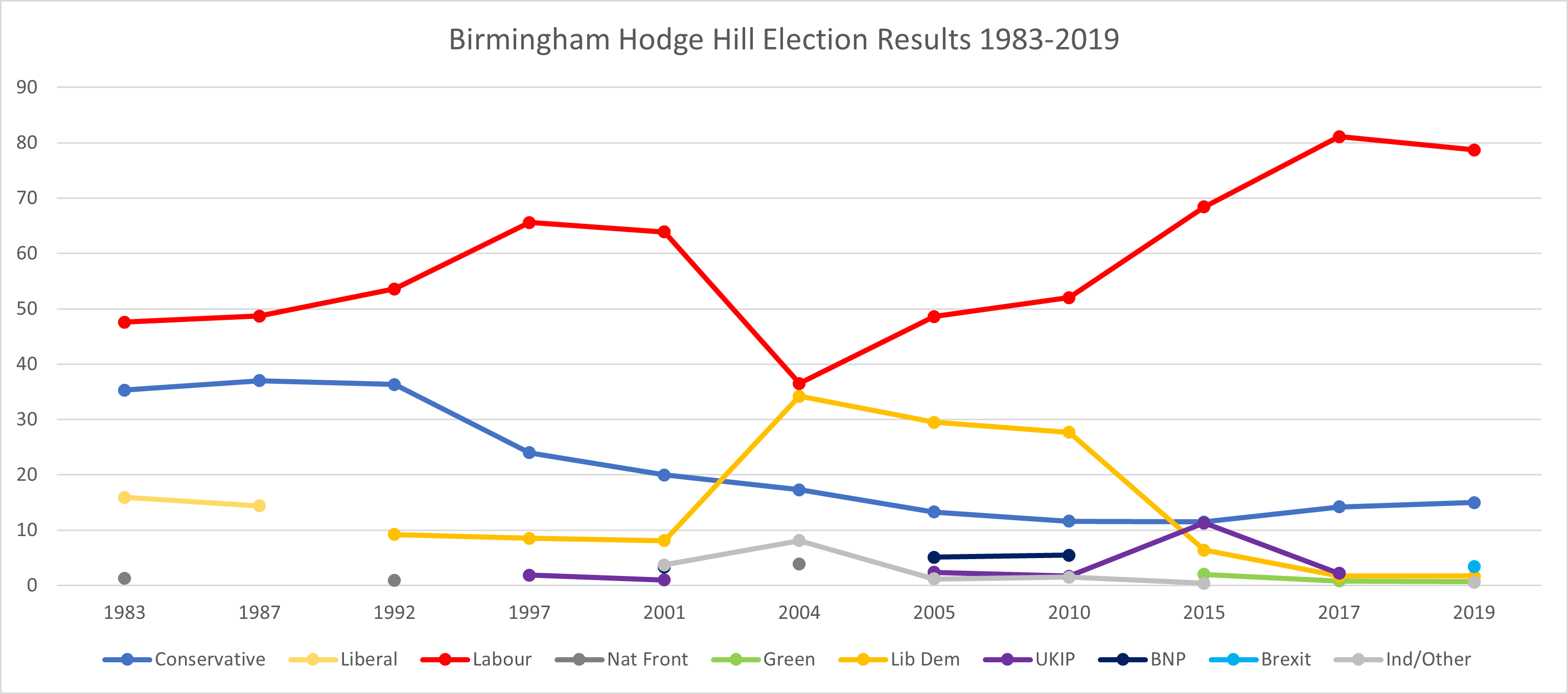
역대 선거 결과

### 1980년대
|  | 47.6% |

|  | 35.3% |

|  | 15.9% |

|  | 1.3% |

|  | 48.7% |

|  | 37.0% |

|  | 14.4% |

### 1990년대
|  | 53.6% |

|  | 36.3% |

|  | 9.2% |

|  | 0.9% |

|  | 65.6% |

|  | 24.0% |

|  | 8.5% |

|  | 1.9% |

### 2000년대
|  | 63.9% |

|  | 20.0% |

|  | 8.1% |

|  | 3.3% |

|  | 2.1% |

|  | 1.1% |

|  | 1.0% |

|  | 0.5% |

|  | 36.5% |

|  | 34.2% |

|  | 17.3% |

|  | 6.3% |

|  | 3.9% |

|  | 1.4% |

|  | 0.4% |

|  | 48.6% |

|  | 29.5% |

|  | 13.3% |

|  | 5.1% |

|  | 2.4% |

|  | 1.2% |

위 표에서 득표수 변화율은 2004년 재보궐선거가 아닌 2001년 영국 총선과의 비교를 기준으로 하였다.

### 2010년대
|  | 52.0% |

|  | 27.7% |

|  | 11.6% |

|  | 5.5% |

|  | 1.7% |

|  | 1.5% |

|  | 68.4% |

|  | 11.5% |

|  | 11.3% |

|  | 6.4% |

|  | 2.0% |

|  | 0.4% |

|  | 81.1% |

|  | 14.2% |

|  | 2.2% |

|  | 1.7% |

|  | 0.8% |

|  | 78.7% |

|  | 15.0% |

|  | 3.4% |

|  | 1.7% |

|  | 0.7% |

|  | 0.6% |

1 2019년 총선에서 자유민주당의 와히드 라피크 후보는 선거 당시 반유대주의 성향을 드러낸 글을 SNS에 게시하여 물의를 빚으면서 출당 조치되었다. 다만 후보마감 및 투표용지 인쇄 후에 이뤄진 조치였기에 투표용지에는 자민당 후보로 남게 되었다. 라피크는 전 지역구에 출마한 자민당 후보 중에서 득표율순으로 최하위에 머물렀다.

## 같이 보기
- 버밍엄의 영국 의회 선거구

### 참조주
1. ↑  “Birmingham, Hodge Hill: Usual Resident Population, 2011”. 《Neighbourhood Statistics》. Office for National Statistics. 2016년 3월 4일에 원본 문서에서 보존된 문서. 2015년 1월 30일에 확인함.
2. ↑  “Electorate Figures - Boundary Commission for England”. 《2011 Electorate Figures》. Boundary Commission for England. 2011년 3월 4일. 2010년 11월 6일에 원본 문서에서 보존된 문서. 2011년 3월 13일에 확인함.
3. ↑  “West Midlands | Boundary Commission for England”. 《Boundary Commission for England》. 2023년 6월 20일에 확인함.
4. ↑  이 같은 결과는 같은해 치러진 레스터사우스 재보궐선거와 마찬가지였다. 해당 지역구 선거에서도 노동당이 초접전 끝에 수성에 성공했다.
5. ↑  List of Labour MPs elected in 2015 by % majority 보관됨 2017-06-27 - 웨이백 머신  UK Political.info.  Retrieved 2017-01-29
6. ↑  “Local statistics - Office for National Statistics”. 《neighbourhood.statistics.gov.uk》. 2003년 2월 11일에 원본 문서에서 보존된 문서. 2021년 12월 31일에 확인함.
7. ↑  레이그 레이먼트의 연도별 국회의원 목록 (Leigh Rayment's Historical List of MPs) –  'N'로 시작하는 선거구 - part 2
8. ↑  “Election Data 1983”. Electoral Calculus. 2011년 10월 15일에 원본 문서에서 보존된 문서. 2015년 10월 18일에 확인함.
9. ↑  “Politics Resources”. 《Election 1983》. Politics Resources. 1983년 6월 9일. 2011년 8월 11일에 원본 문서에서 보존된 문서. 2012년 9월 17일에 확인함.
10. ↑  “Election Data 1987”. Electoral Calculus. 2011년 10월 15일에 원본 문서에서 보존된 문서. 2015년 10월 18일에 확인함.
11. ↑  “Politics Resources”. 《Election 1987》. Politics Resources. 1987년 6월 11일. 2011년 5월 20일에 원본 문서에서 보존된 문서. 2012년 9월 17일에 확인함.
12. ↑  “Election Data 1992”. Electoral Calculus. 2011년 10월 15일에 원본 문서에서 보존된 문서. 2015년 10월 18일에 확인함.
13. ↑  “Politics Resources”. 《Election 1992》. Politics Resources. 1992년 4월 9일. 2011년 7월 24일에 원본 문서에서 보존된 문서. 2010년 12월 6일에 확인함.
14. ↑  “Election Data 1997”. Electoral Calculus. 2011년 10월 15일에 원본 문서에서 보존된 문서. 2015년 10월 18일에 확인함.
15. ↑  “Birmingham Hodge Hill [Archive]”. 《www.politicsresources.net》. 2016년 3월 4일에 원본 문서에서 보존된 문서. 2011년 12월 22일에 확인함.
16. ↑  “Election Data 2001”. Electoral Calculus. 2011년 10월 15일에 원본 문서에서 보존된 문서. 2015년 10월 18일에 확인함.
17. ↑  “Election Data 2005”. Electoral Calculus. 2011년 10월 15일에 원본 문서에서 보존된 문서. 2015년 10월 18일에 확인함.
18. ↑  “Election Data 2010”. Electoral Calculus. 2013년 7월 26일에 원본 문서에서 보존된 문서. 2015년 10월 17일에 확인함.
19. ↑  “Birmingham City Council: General Election 2010”. 2010년 5월 8일에 원본 문서에서 보존된 문서.
20. ↑  “Election Data 2015”. Electoral Calculus. 2015년 10월 17일에 원본 문서에서 보존된 문서. 2015년 10월 17일에 확인함.
21. ↑  “Statement of Persons Nominated and notice of poll”. 《Birmingham City Council》. 2019년 2월 8일에 원본 문서에서 보존된 문서. 2017년 5월 11일에 확인함.
22. ↑  “Birmingham Hodge Hill results”. 《BBC News》. 2017년 6월 9일에 확인함.
23. ↑  “Birmingham Hodge Hill Parliamentary constituency”. 《BBC News》. BBC. 2019년 12월 1일에 확인함.
24. ↑  Wickham, Alex (2019년 11월 20일). “The Lib Dems Have Suspended A Candidate Who Repeatedly Made Antisemitic Remarks”. 《BuzzFeed News》. 2019년 11월 20일에 확인함.